# Slotskapellet (Oslo)
Slotskapellet er et kapel i Det Kongelige Slott i Oslo i Norge, og stedet for mange begivenheder for det norske kongehus. Blandt andet afholdes kongelige dåb og konfirmationer her. På søndage afholdes gudstjeneste i slotskirken af studentmenigheten i Oslo. Udover dette, er kapellet blevet brugt til koncerter, primært i samarbejde med Oslo Kammermusikfestival.
Kapellet har to sideskibe med gallerier, og i brystværnet er indsat gipsrelieffer af de fire evangelister. Værket er udført af billedhuggeren Hans Michelsen. Koret ender i et halvcirkelformet apsis, og væggen bag alteret er i rosa stuk. Orglet er placeret ovenfor galleriet. Alteret selv er i hvid stuk, og til venstre for det står prædikestolen i hvidt og guld. Ud over dette, er farverne grå, beige, grøn, lilla og brun, og indretningen er præget af træarkitektur karakteristisk for 1850–1900'erne. Loftet, som er rigt udsmykket, blev udført af Peter Wergmann i 1843.
Slotskapellet grundlagdes da Kong Karl 14. Johan lagde grundstenen til slottet den 1. oktober 1825, og er det eneste lokale, der bærer kong Karl 14. Johans monogram. Kapellet stod dog ikke færdigt før i 1844. Slotsarkitekten Hans Ditlev Frantz von Linstow sendte sine tegninger til kirken og koret i 1837, og var tydeligvis blevet inspireret af den tyske arkitekt Karl Friedrich Schinkel.
I 2004 restaureredes kapellet i forbindelse med dåben af prinsesse Ingrid Alexandra, men står på samme måde som slottet gjorde ved indvielsen i 1849.